# Základy učení Ruské pravoslavné církve o důstojnosti, svobodě a právech člověka
Základy učení Ruské pravoslavné církve o důstojnosti, svobodě a právech člověka (rus. Основы учения Русской Православной Церкви о достоинстве, свободе и правах человека) je oficiálním dokumentem Ruské pravoslavné církve, který byl přijat na zasedání arcibiskupské synody dne 26. června 2008.
Podle preambule byla potřeba tohoto dokumentu vyvolána skutečností, že idea lidských práv je využívána i pro realizací myšlenek, které se příčí křesťanské nauce.
Dokument je rozčleněn do pěti kapitol:
1. Důstojnost člověka jako nábožensko-etická kategorie
2. Svoboda volby a svoboda od zla
3. Lidská práva v křesťanském světonázoru a v životě společnosti
4. Důstojnost a svoboda v systému lidských práv
5. Principy a směrnice lidskoprávní činnosti Ruské pravoslavné církve

## Reakce
Na ruský dokument reagovalo Společenství evangelických církví v Evropě, které vydalo roku 2009 v odpovědi svůj částečně polemický dokument Lidská práva a mravnost; postoj Ruské pravoslavné církve hodnotí jako nepochopení lidských práv a vyzývá Ruskou pravoslavnou církev k pokračování v dialogu o tématu lidských práv.